# الرستن
شهر الرستن (به عربی: الرستن) در حمص در کشور سوریه واقع شده‌است. جمعیت این شهر ۵۵٫۷۴۹ نفر در سال ۲۰۰۸ بوده‌است.
پس از آغاز جنگ داخلی سوریه این شهر به کنترل مخالفان بشار اسد درآمد و پس از تصرف تقریباً کامل شهر حمص در سال ۲۰۱۴ به دست ارتش بشار اسد، باقی شورشیان در محاصره به ریف شمالی حمص از جمله این شهر عقب‌نشینی کردند. طی توافقی بین حکومت اسد و مخالفان در سال ۲۰۱۸، مخالفان به همراه خانواده‌هایشان شهر را ترک کرده و به ادلب و جرابلس منتقل شدند و در نتیجه ارتش بشار اسد کنترل الرستن را به دست گرفت 98 درصد این شهر را عرب های سنی و 2 درصد باقی مانده را ترکمن های سنی تشکیل می دهند.